# Mathias Beche
Mathias Beche Aussel (Genève, 28 juni 1986) is een Zwitsers autocoureur. In 2012 werd hij kampioen in de LMP2-klasse van de European Le Mans Series.

## Carrière
Beche begon zijn autosportcarrière in het karting. In 2007 stapte hij over naar het formuleracing en nam hij deel aan de Aziatische Formule Renault Challenge voor het Asia Racing Team, waarin hij met een overwinning op het Shanghai International Circuit vijfde werd. In 2008 kwam hij uit in de Aziatische Formule Renault 2.0. Hij begon het seizoen voor Champ Motorsport, waar hij een race op het Sepang International Circuit won, en stapte voor de laatste twee raceweekenden over naar het Asia Racing Team, waar hij nog een zege op Shanghai behaalde. Met 190 punten werd hij achter Felix Rosenqvist tweede in de eindstand.
In 2009 maakte Beche de overstap naar de sportwagens en debuteerde hij in de Formule Le Mans. Met twee zeges op Silverstone en het Circuit de Nevers Magny-Cours werd hij achter Nico Verdonck en Gavin Cronje derde in het eindklassement. In 2010 reed hij in vier races van de Le Mans Series; drie in de FLM-klasse en een in de GT1-klasse. Hij behaalde twee podiumfinishes op het Circuit Paul Ricard en het Circuit de Spa-Francorchamps. Hij sloot het jaar af in de FIA GT3, waarin hij in de laatste twee races in een Ford GT reed.
In 2011 reed Beche in het gehele seizoen in de LMP2-klasse van de Le Mans Series voor het team TDS Racing, waar hij de auto met Pierre Thiriet en Jody Firth deelde. Hij won de races op Spa-Francorchamps en het Autódromo do Estoril en werd met 38 punten vierde in de eindstand. Dat jaar reed hij tevens in de FIA GT1-race op het Circuit Zolder in een Ford voor het team Belgian Racing.

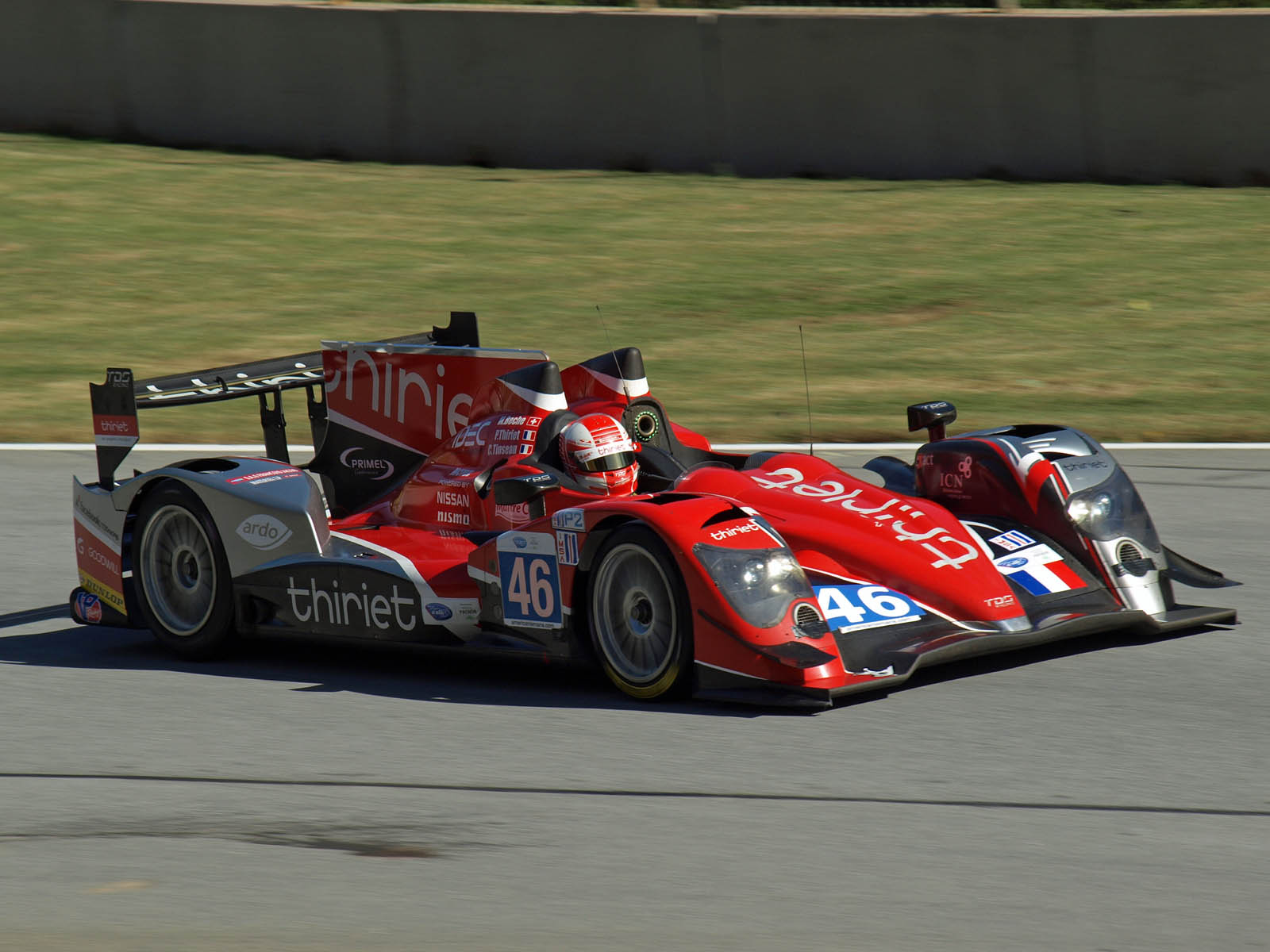
Mathias Beche in de Petit Le Mans in 2012.

In 2012 veranderde de Le Mans Series van naam naar de European Le Mans Series (ELMS). Beche reed hier samen met Thiriet voor het team Thiriet by TDS Racing en won de races op het Circuit Paul Ricard en Road Atlanta. Met 94 punten werd hij kampioen in de klasse. Ook debuteerde hij dat jaar in de 24 uur van Le Mans, waar hij met Thiriet en Christophe Tinseau tweede in de LMP2-klasse werd. Tevens maakte hij dat jaar zijn debuut in het FIA World Endurance Championship (WEC) in de seizoensfinale, de 6 uur van Shanghai, voor het team ADR-Delta, waarin hij met Tor Graves en John Martin zevende werd in de LMP2-klasse.
In 2013 reed Beche een volledig seizoen in het WEC in de LMP1-klasse bij het team Rebellion Racing. In de eerste drie races deelde hij de auto met Andrea Belicchi en Congfu Cheng, voordat hij overstapte naar de zusterauto, die hij met Belicchi, Nicolas Prost en Nick Heidfeld deelde. Hij behaalde twee podiumfinishes in de 6 uur van São Paulo en de 6 uur van Fuji, zodat hij met 63,5 punten vijfde in de eindstand werd. Ook reed hij met Thiriet voor TDS in de laatste vier races van de ELMS, waarin hij zeges behaalde op het Autodromo Internazionale Enzo e Dino Ferrari en de Red Bull Ring en met 62 punten zesde werd.

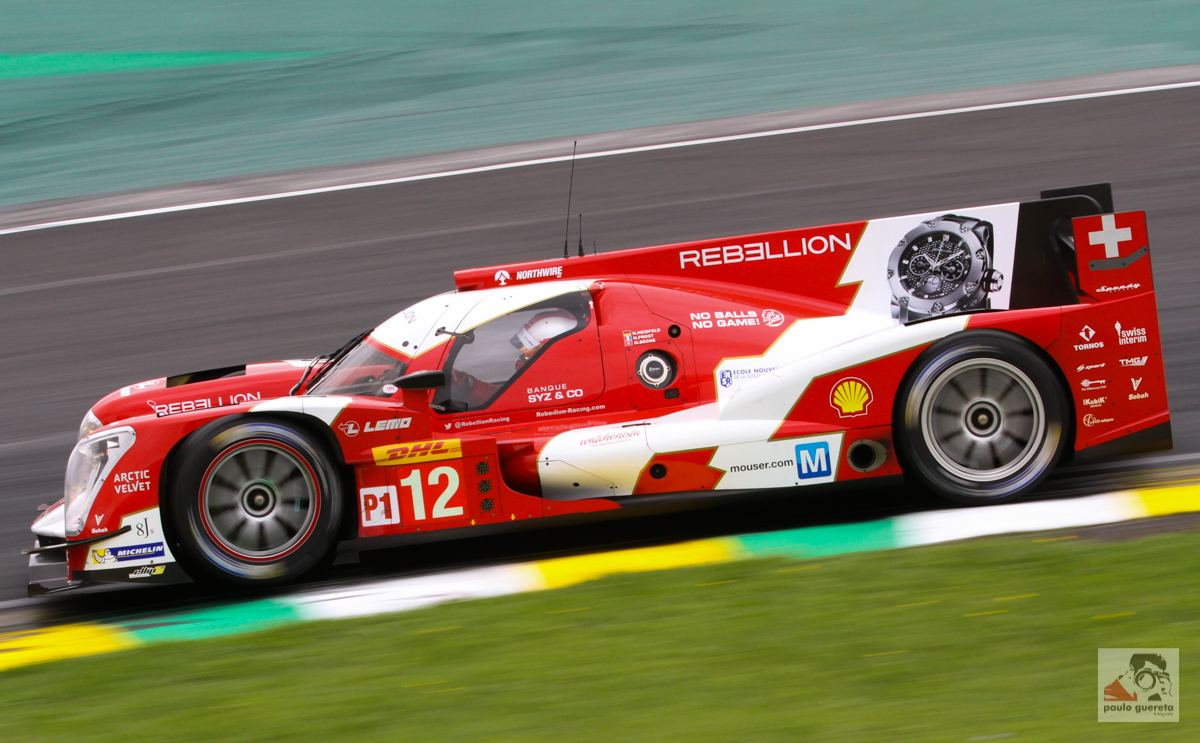
Mathias Beche in de 6 uur van São Paulo in 2014.

In 2014 reed Beche in de nieuwe LMP1-L-klasse van het WEC bij Rebellion als teamgenoot van Prost en Heidfeld. In deze categorie behaalde hij vijf zeges, waaronder in de 24 uur van Le Mans, en werd hij met 204 punten gekroond tot kampioen. In 2015 sloeg het team de eerste twee races over, maar keerde het terug voor de derde race van het seizoen, de 24 uur van Le Mans. Beche won samen met Prost de 6 uur van Fuji en de 6 uur van Shanghai en prolongeerde zijn titel door 134 punten te scoren.
In 2016 keerde Beche terug in de LMP2-klasse van de ELMS, waar hij voor TDS met Thiriet en Ryō Hirakawa reed. Hij won drie races op Imola, de Red Bull Ring en Paul Ricard, waardoor hij met 96 punten tweede in het klassement werd. In de 24 uur van Le Mans viel hij na 241 ronden uit. Tevens reed hij dat jaar voor Rebellion in de 6 uur van de Nürburgring in de LMP1-klasse en voor Manor in de 6 uur van Shanghai in de LMP2-klasse.
In 2017 reed Beche weer een volledig seizoen in het WEC voor Vaillante Rebellion, dat was overgestapt naar de LMP2-klasse. Hij deelde de auto met David Heinemeier Hansson en Nelson Piquet jr. Hij behaalde drie podiumplaatsen in de 6 uur van het Circuit of the Americas, de 6 uur van Shanghai en de 6 uur van Bahrein. Met 85 punten werd hij zevende in het eindklassement.

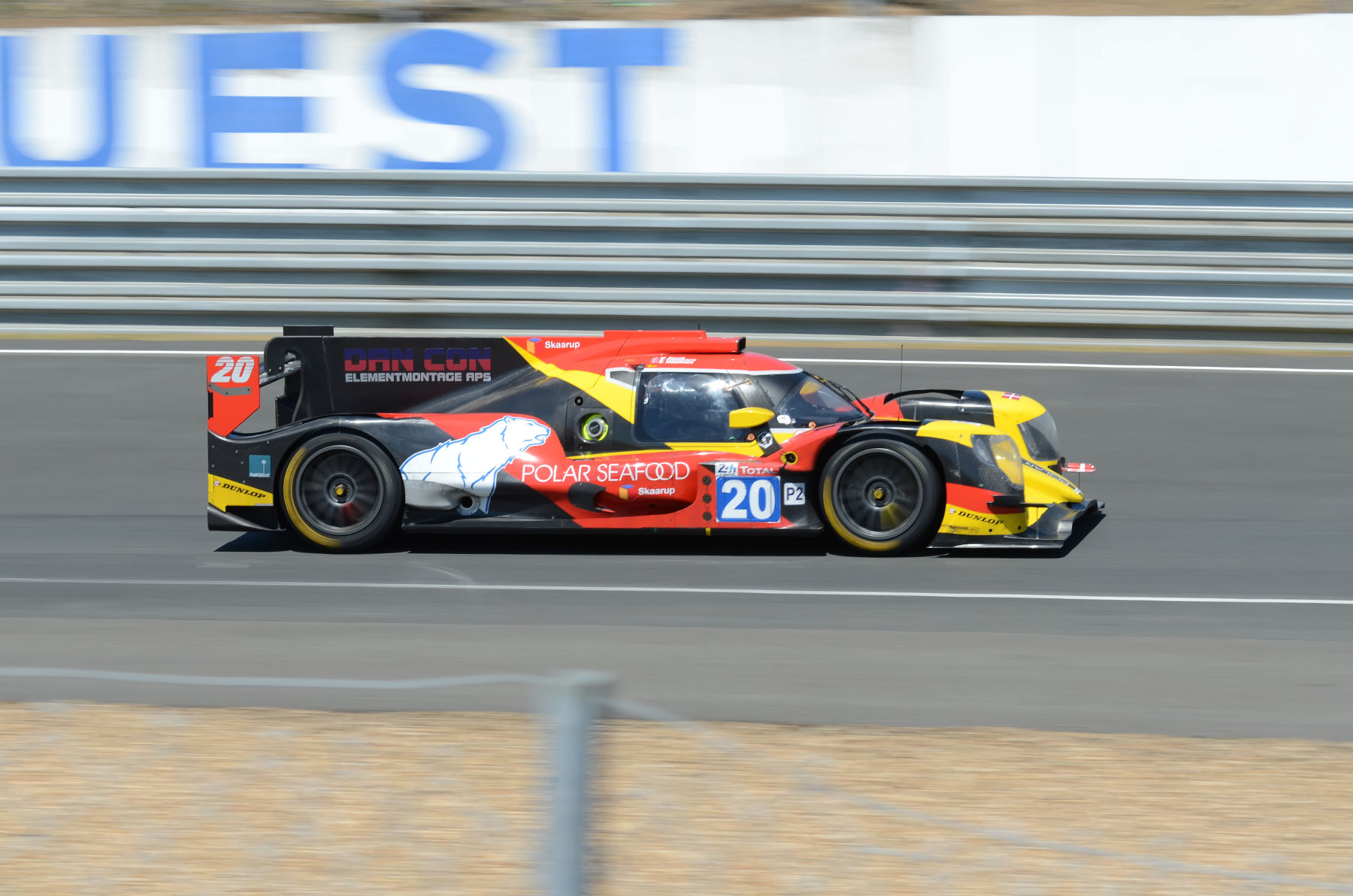
Mathias Beche in de 24 uur van Le Mans in 2019.

In het seizoen 2018-2019 keerde Rebellion terug in de LMP1-klasse van het WEC. Beche reed in de eerste vijf races samen met Thomas Laurent en Gustavo Menezes, voordat hij in de zesde race, de 1000 mijl van Sebring overstapte naar de zusterauto als vervanger van André Lotterer en als teamgenoot van Neel Jani en Bruno Senna. Hij won de 6 uur van Silverstone en stond ook in de 6 uur van Spa-Francorchamps en de 24 uur van Le Mans op het podium. Met 73 punten werd hij zesde in het kampioenschap. Aan het eind van 2019 nam hij voor Inter Europol Competition deel aan twee races van de ELMS in de LMP2-klasse.
In 2020 reed Beche in de Asian Le Mans Series voor Inter Europol, waarin hij vijfde werd. Tevens reed hij in de laatste drie races van de GT300-klasse van de Super GT voor het team Arto Ping An Team Thailand, waar hij samen met Sean Walkinshaw voor uitkwam. In 2021 kwam hij in het WEC uit in de 8 uur van Portimão voor het team Realteam Racing, waar hij samen met Esteban Garcia en Norman Nato de LMP2 Pro-Am-klasse won.

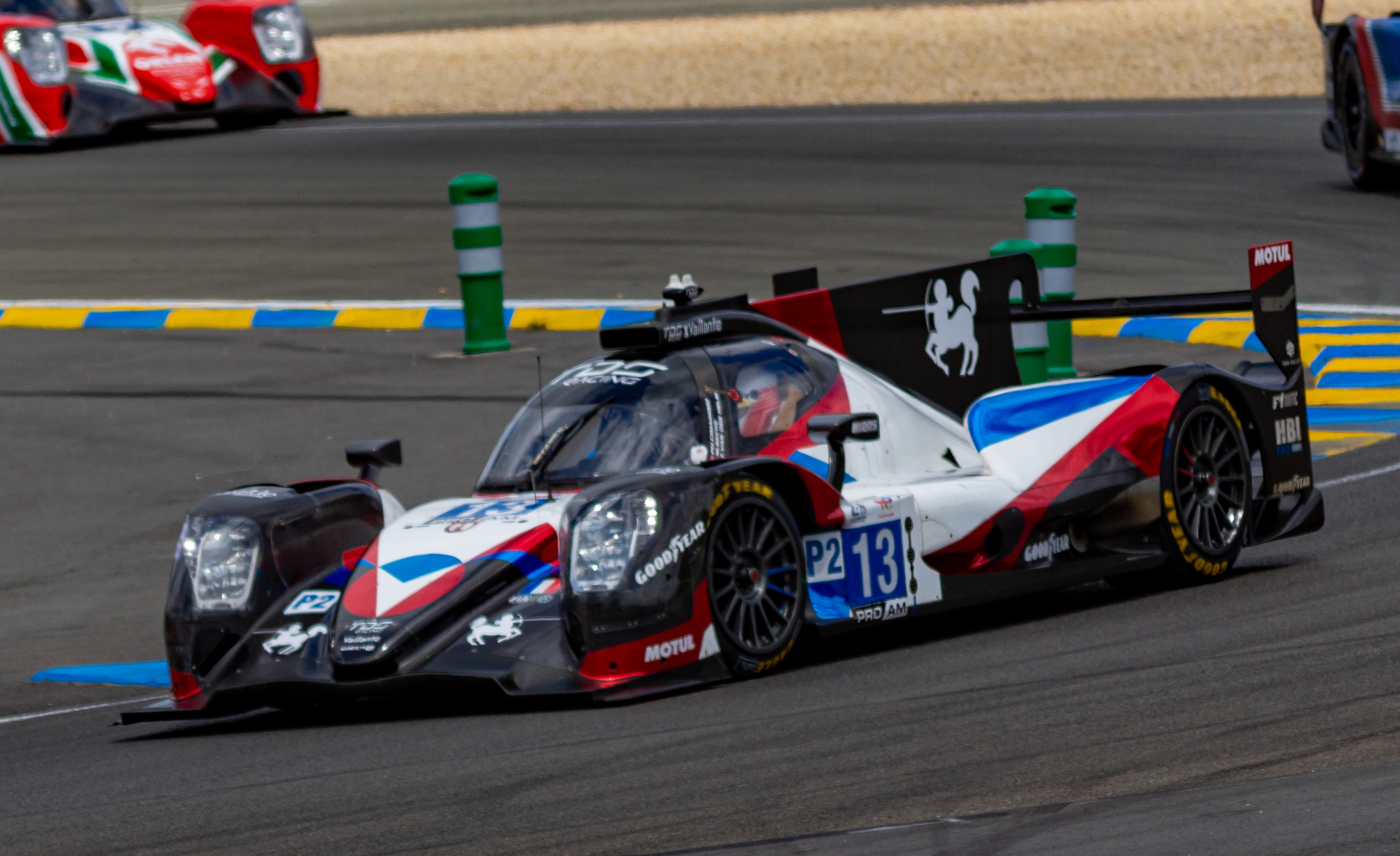
Mathias Beche in de 24 uur van Le Mans in 2022.

In 2022 keerde Beche wederom terug in de LMP2 Pro-Am-klasse van de ELMS, waar hij met TDS Racing x Vaillante de auto met Philippe Cimadomo en Tijmen van der Helm deelde. Hij behaalde twee podiumplaatsen op Paul Ricard en Imola en werd met 76 punten vijfde in het kampioenschap. In het WEC reed hij drie races voor ARC Bratislava, terwijl hij voor TDS deelnam aan de 24 uur van Le Mans met Van der Helm en Nyck de Vries als teamgenoten.
In 2023 stapte Beche binnen de ELMS over naar het team Nielsen Racing, waar hij samen met Ben Hanley en Rodrigo Sales een team vormt. Hij behaalde drie podiumplaatsen: twee op het Autódromo Internacional do Algarve en een op het Motorland Aragón. Met 75 punten werd hij vierde in de LMP2 Pro-Am-klasse. In de 2023 reed hij samen met dezelfde coureurs, maar viel hij na 18 ronden uit. In het WEC reed hij in de 6 uur van Monza voor Prema Racing als vervanger van Mirko Bortolotti.
In 2024 maakt Beche in de ELMS de overstap naar Richard Mille by TDS, waar hij met Sales en Grégoire Saucy een team vormt.